# Trimiristina
La trimiristina es el triglicérido (o triacilglicérido) del ácido mirístico. Un triglicérido es un éster compuesto por tres moléculas de ácidos grasos (iguales o diferentes) y una de glicerol (1,2,3-propanotriol).Como todos los lípidos, es un sólido blanco a gris-amarillento que es insoluble en agua, pero soluble en etanol, benceno, cloroformo, diclorometano y éter.

## Presencia
La trimiristina se puede encontrar naturalmente en muchas grasas y aceites vegetales.

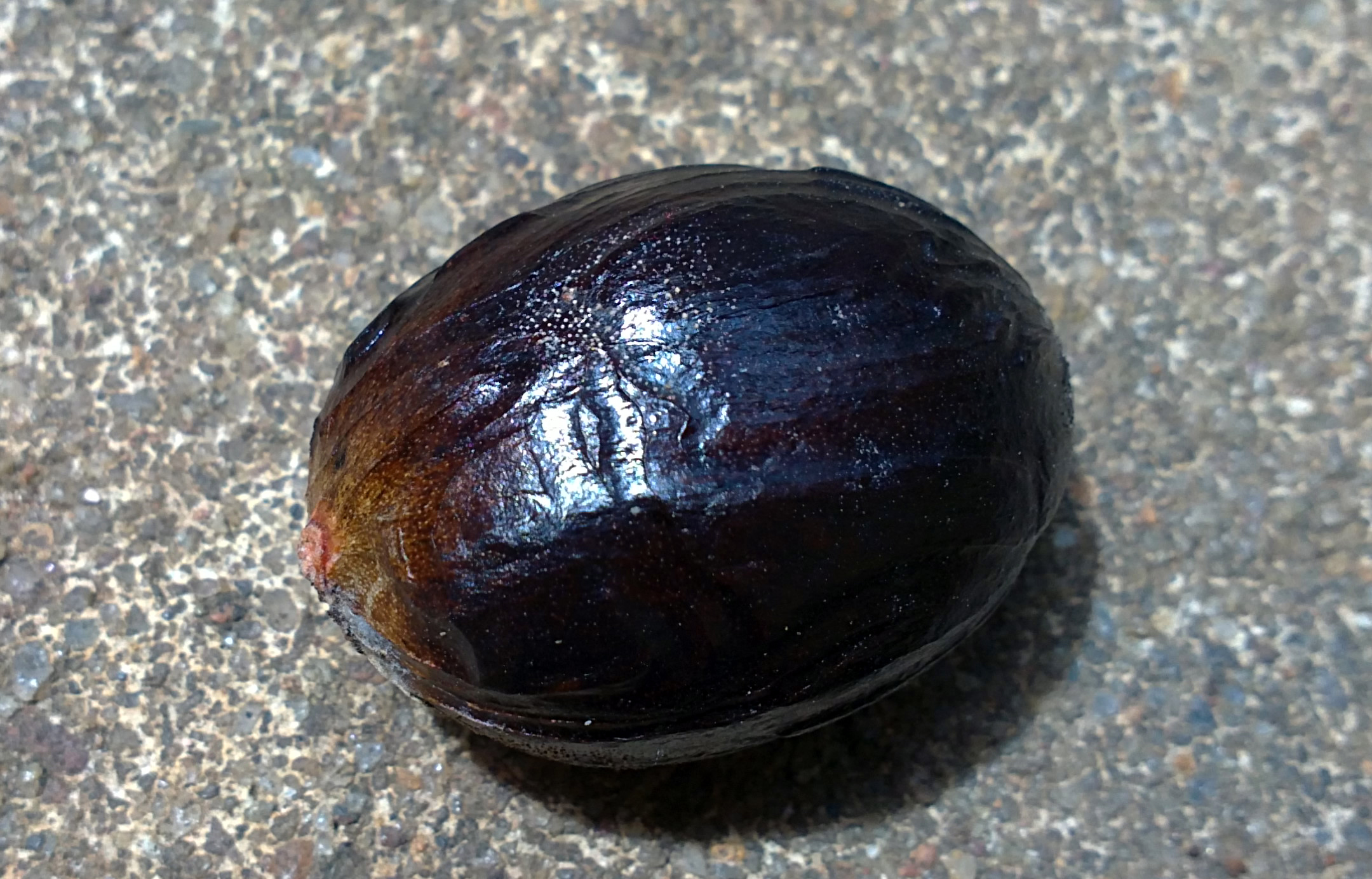
Semilla de nuez moscada

El aislamiento de la trimiristina de la nuez moscada en polvo es un experimento de química orgánica universitaria a nivel introductorio bastante común.Es una extracción de productos naturales poco común porque el aceite de nuez moscada generalmente contiene más del ochenta por ciento de trimiristina. Constituye entre el 20-25% de la masa total de la nuez moscada molida seca. Se suele realizar generalmente por una destilación por arrastre de vapor y posteriormente una extracción orgánica con éter dietílico o diclorometano, evaporando el disolvente orgánico  volátil en un rotavapor. El experimento se incluye con frecuencia en los planes de estudio, tanto por su relativa facilidad como para proporcionar instrucción en estas técnicas. El aceite obtenido de la destilación se puede recristalizar con acetona o acetato de etilo, obteniendo como producto la trimiristina cristalina (Punto de fusión: 55-56 °C). 

## Reactividad
Para obtener el ácido mirístico a partir de la trimiristina se puede realizar una saponificación. La saponificación es una hidrólisis alcalina de los triglicéridos, y uno de sus productos es el jabón (la sal de sodio o la de potasio del ácido graso), pudiéndose separar del medio acuoso por adición de una sal como el NaCl. Para purificar el cristal  obtenido del aceite, se puede agregar una disolución de KOH al 7% en etanol y poner a reflujo. Luego, se añade HCl concentrado y se filtra el precipitado obtenido, el ácido mirístico (Punto de fusión: 53-54°C).